# Office of Foreign Disaster Assistance
 (septembre 2020).
L'Office of U.S. Foreign Disaster Assistance (Bureau de l'aide aux catastrophes à l'étranger, OFDA) est une entité de l'Agence des États-Unis pour le développement international (USAID) mandatée par le président des États-Unis pour diriger et coordonner l'aide du gouvernement fédéral américain en cas de catastrophe.
En coopération avec d'autres organismes fédéraux américains et experts internationaux en aide humanitaire, l'OFDA surveille constamment les risques mondiaux, détermine les besoins potentiels et se prépare à réagir en cas de catastrophe.

## Historique
Après avoir échoué à réagir lors du séisme de 1963 à Skopje, en Yougoslavie, et lors de l'éruption du volcan Irazú, au Costa Costa le gouvernement américain a décidé de créer une agence centralisée de coordination chargée de diriger les efforts américains en cas de catastrophe à l'étranger. L'OFDA a été créée en 1964, en vertu de la Loi sur l'aide étrangère avec la nomination d'une coordonnateur de l'aide en cas de catastrophe étrangère au sein de l'USAID.
En 1975, la Loi sur l'aide étrangère est modifiée par l'ajout d'une clause dérogatoire à l'International Development and Food Assistance Act, permettant au président de contourner la bureaucratie afin de réagir en temps utile. La clause dérogatoire permet à l'OFDA d'accorder des subventions et des contrats sans passer par les procédures chronophages d'approvisionnement auxquelles sont soumis d'autres bureaux de l'USAID. De plus, la clause permet à l'OFDA de travailler dans des pays où d'autres agences du gouvernement américain sont absentes.
L'agence a pour mandat d'épargner des vies, d'alléger les souffrances des gens et de réduire les répercussions économiques et sociales des urgences humanitaires à l'échelle mondiale.

## Action en cas de catastrophe

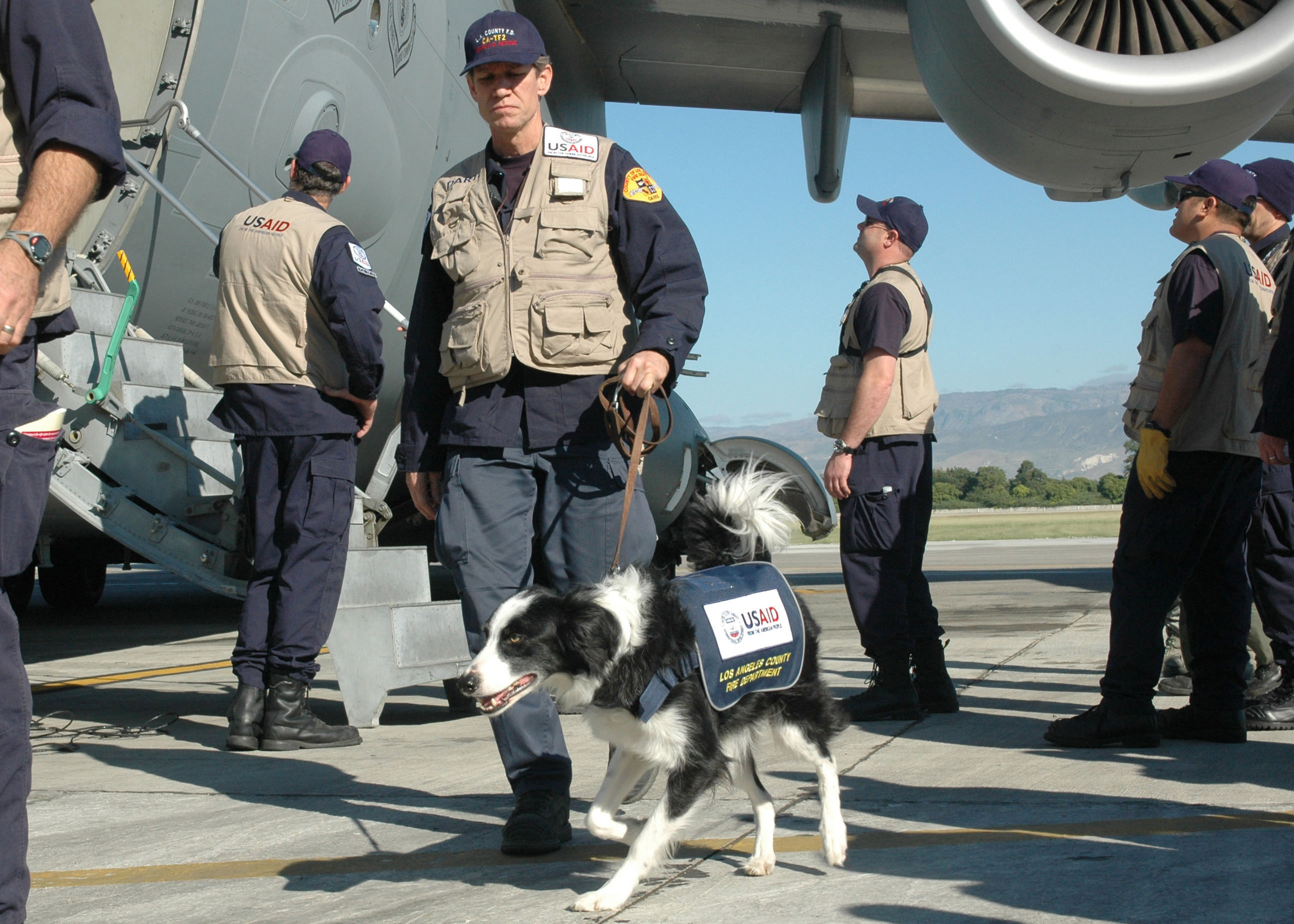
Escouade canine au service de l'USAID/OFDA en route pour Haïti afin de participer à une opération de sauvetage après le séisme de 2010.

Chaque année, l'OFDA, intervient sur les lieux de dizaines de catastrophes internationales, dont des événements à déroulement rapide, comme des séismes, des inondations, des tempêtes, des tsunamis, et des éruptions volcaniques; des urgences à déroulement lent, comme des sécheresses prolongées entraînant une insécurité alimentaire; et des urgences complexes découlant de crises politiques, de soulèvements sociaux et de conflits armés.
Une déclaration officielle de catastrophe permet à l'OFDA d'offrir une aide humanitaire aux populations touchées. L'OFDA coordonne minutieusement toutes les activités auprès de l'ambassade américaine ou de la mission de l'USAID dans le pays touché. L'OFDA effectue également des évaluations humanitaires destinées à déterminer si et quand l'aide humanitaire de l'USG serait idoine. La réaction de l'OFDA dépend de l'ampleur de l'événement et des besoins des collectivités touchées et peut être composée de différentes activités, dont les suivantes :
- Prestation immédiate d'au plus 50 000 $, un montant appelé Disaster Assistance Authority, à l'ambassade américaine ou à la mission de l'USAID dans le pays touché pour l'achat sur place d'équipement de soutien ou à titre de participation à une organisation de soutien;
- Déploiement d'une équipe DART (équipe d'aide en cas de catastrophe) ou d'autres équipes d'urgence dans les zones touchées par la catastrophe pour effectuer des évaluations, déterminer les autres besoins, distribuer l'équipement de soutien, offrir une aide technique ou recommander des propositions de financement;
- Activation d'une équipe de gestion des interventions sur appel (RMT) à Washington;
- Achat, transport et distribution de fournitures de secours d'urgence, telles que des bâches en plastique, des conteneurs d'eau, des unités de purification de l'eau, des couvertures et des fournitures sanitaires, à partir de l'un des trois entrepôts régionaux de l'OFDA; ou
- Soutien aux activités de secours et de réhabilitation par l'octroi de subventions aux organisations de mise en œuvre, y compris les organisations non gouvernementales (ONG) internationales et locales, les agences des Nations unies ou les organisations internationales.

Parmi les activités financées par l'OFDA, on peut citer l'achat de fournitures de secours locales pour les populations des régions reculées, la gestion ou le soutien de programmes de soins de santé primaires, la mise en œuvre d'activités de travail contre rémunération, la fourniture de semences et d'outils aux agriculteurs déplacés ou la restauration des systèmes d'eau dans les pays frappés par la sécheresse. En outre, l'OFDA prépositionne souvent du personnel et des fournitures de secours pour se préparer à une catastrophe prévisible, comme un ouragan ou une éruption volcanique.
L'OFDA est habilité à demander des exemptions aux règlements du gouvernement américain lorsque cela permet d'accélérer la fourniture de l'aide d'urgence, ainsi qu'à emprunter de l'argent sur d'autres comptes de l'USAID lorsque l'OFDA a besoin de fonds supplémentaires, bien que le recours aux autorisations spéciales soit rare.